# 土司遗址
土司遗址是包括湖南永顺老司城遗址、湖北恩施唐崖土司城址、贵州遵义海龙屯的世界遗产，土司制度的实施对那些少数民族生活习俗与文化的保留、对中央政权稳固的统治起了重大的作用。这三个遗迹对这种形式的管理提供了特殊的见证，土司制度也源自于元明时代的中国文明。土司遗址群于2015年列入世界遗产名录。

## 概要
中国的“土司制度”是针对西南少数民族地区的民族政策，推行期为13世纪至20世纪初（元明清时代），有数百年的历史。其中中央委任当地首领担任“土司”，世袭统治当地人民。土司遗址见证了古代中国作为统一多民族国家，对西南多民族地区独特的“齐政修教、因俗而治”管理智慧。这一管理智慧促进了民族地区的持续发展，有助于国家的长期统一，并在维护民族文化多样性传承方面具有突出的意义。而列入《世界遗产名录》的三处遗址是土司制度鼎盛时期的遗存，是中国土司遗产中的代表。

## 登录过程与评定
“土司遗迹”被国家文物局计划为2015年联合申报世界文化遗产正式项目的历史可追溯至2013年4月，这一年，土司遗迹在国家文物局比对遴选下选出。在同年的12月国家文物局与相关的三省人民政府签订了《关于保护土司遗产的联合协定》。各地的土司遗迹也制定了相应的保护管理办法。
湖南省的老司城土司遗址在1995年至1998年和2010年5月至12月进行了四次大规模、全方面的发掘。1995至1998年的三次大规模考古发掘基本查清了城区内城墻、宫殿区、衙署区、街巷以及其他的遗址分布情况。2004年湖南吉首大学开始重视老司城遗迹并成立了中国土司历史文化研究中心。湖北省唐崖土司城在2011年9月至2012年由省派来的考古工作队进行了考古发掘，并在2014年8月宣告考考古发掘工作已全部完成。唐崖土司在申遗过程也依托了武汉大学、三峡大学等高校和科研机构对古籍文献的研究分析。2010年7月19日和2013年2月18日，国家文物局副局长童明康一行在老司城、唐崖土司城遗迹考察期间提出了申遗的构想。2012年3月贵州省文物局正式启动海龙屯申报世界文化遗产工作，同年的4月23日在国家文物局批准后，开始了由贵州省文物考古研究所的考古联合团队对海龙屯为期三年的田野考古。2011年8月26日，《中国文物报》发表文章表示湖南省人民政府积极筹备老司城申报世界遗产，并在之前的8月20日至24日在吉首大学和政府主板下召开了第一届“中国土司制度与民族文化”学术研讨会。。2011年9月，由中国文化遗产研究院编制的申遗文本获准通过，老司城被列入《中国世界文化遗产预备名单》。海龙屯和唐崖土司遗址于2012年11月17日被同时列入。
中国社科院考古所所长王巍谈到如果单独让一个遗址申遗，其它的遗址再申请并选上就会很困难了，所以这次选择了捆绑申遗。而且他还认为我国在有同类关系的文化遗产上捆绑申遗上有经验。2014年2月，中国政府提交了中国“土司遗址”的正式申遗文本。2014年7月至9月世界遗产委员会专家对各土司遗址进行了现场考察。2015年4月，国际古迹遗址理事会过对中国“土司遗址”申遗文本的评审和现场考察评估结论并推荐参与世界遗产大会表决。2015年6月29日，中国之声的《新闻纵横》报道，将在在德国波恩召开的第39届世界遗产大将会上，中国提名了“中国土司遗产”申遗项目，在7月4日世界遗产委员会会议上，中国“土司遗址”通过审议，成功列入世界遗产。
在登录之前中国文化产业研究会秘书长刘洋认为之所以选择土司遗迹作为申遗的项目是因为“土司制度是我国面向多民族聚集部分地区进行管理的一种特殊乃至创新的政策……它在我国欠发达的西南地区实行对民族融合和当地的精神建设是非常有必要的。”土司遗迹也不同往常的自然或者文化遗产项目，它是以文化和制度遗产为主体的申遗。中国建筑设计研究院、建筑历史研究所所长陈同滨也认为“这次申遗有特点，土司遗迹建筑技术、建筑艺术上形象并不是很突出……它包含的意义并不在形象上而在于它承载着当年一种管理模式的信息，它给予了中央和地方一个和谐相处的可能。”
世界遗产委员会认为土司遗址反映了13至20世纪初期在中国在西南群山密布的多民族聚居地区推行管理少数民族地区的政治制度。而且这三处土司遗迹是具有代表性的，它们展现出了当地民族的文化但同时也表现出了土司遗迹共有特征。
该世界遗产被认为满足世界遗产登录基准中的以下基准而予以登录
：
- （ii）在某期间或某种文化圈里对建筑、技术、纪念性艺术、城镇规划、景观设计之发展有巨大影响，促进人类价值的交流。
  - 世界遺産委員会基准的適用理由为“对位于在中国西南部地区的少数民族文化和由古代中国中央政权里所传达出的民族意识，老司城、唐崖土司和海龙屯在它们之间的发展明显地产生过重大影响。”
- （iii）呈现有关现存或者已经消失的文化传统、文明的独特或稀有之证据。
  - 世界遺産委員会基准的適用理由为“老司城、唐崖土司和海龙屯这三处土司遗是这种施行在中国西南部地区的土司制度所留下的明证，因此它们对源自于中国前期文明的对少数民族行政管理体制以及元、明、清时期的中国文明有着特殊的见证。

## 遗址简介与列表

### 構成遗产
湖南湘西土家族苗族自治州永顺县灵溪河畔的老司城遗址，彭氏土司的政权始于后梁开平四年（910年），最初所在地位于今古丈县会溪坪附近，南宋绍兴五年（1135年）迁移到以北的永顺县境内，彭氏土司的统治最终止于清雍正年间“改土归流”，历时818年，共有35任土司厉27代，也是当代规模最大、保存较完整以及历史悠久的土司遗迹。现存遗址总面积25平方公里，城区面积25万平方米，遗产区由老司城的宫殿区、衙署区、街巷区、墓葬区、宗教区、苑墅区等构成。
湖北唐崖土司城是元朝至正十五年（1355年）设立的唐崖土司的治所，兴盛于明朝中期，一直延续到清代，由覃氏世袭，共有18任土司历16代。其城址被故宫博物院原院长张忠培称为“小故宫”，也是湘黔少数民族地区最具典型的一处土司遗迹。整个土司城由城防设施、交通设施、建筑基址、唐崖土司陵寝、苑囿、石雕、“荆南雄镇”牌坊、手工业遗址构成。关于土司城的摧毁，有地震（重庆黔江小南海地震）说、焚毁说、洪水说。
唐崖土司城核心区曾以“荆南雄镇”牌坊为中轴、土司的宫殿向后山坡上依次展开，地形总体西高东低。主体建筑群坐西朝东，面向唐崖河。整个唐崖土司城占地100公顷，纵横长度达到一公里，在鼎盛时有三街十八巷三十六院，土司城主体建筑外由合拢的院落（又称作衙署区）包围，其东西长218米、南北平均宽155米，总面积33790平方米，已确定的街道长3.5公里。
海龙囤遗迹位于贵州遵义市汇川区，在约1300米的高的大娄山脉龙岩山主峰上，是一座兼有军事防卫的衙署与“行宫”为一体的土司遗存，有“中世纪城堡”之称，现存主要是明代万历年间的城址，海龙屯始建于宝祐五年（公元1257年），在当时扮演军事要塞的角色，后世也不断扩修，在明朝后期已有山城的规模。其城址毁于明万历28年(1600年)平播之役。
海龙囤城址被毁后曾长期掩埋于历史中，近现代发现以及发掘海龙囤遗迹的第一人为葛镇亚。1979年时担任文物馆工作人员的葛镇亚在上级委任下对遵义现存的文物古迹进行清理、修订地方志。经过在贵州两年多的时间的走访，葛镇亚最终在一村民的指引下发现了消失一时而又在遵义历史上占有重要地位的海龙囤的遗址。
遵义市古称播州，杨氏土司的先祖在唐代僖宗乾符三年（公元876年）来到此地。杨氏在播州的统治便终结于明代的平播之役，此战之后播州一分为二、改土归流，杨氏725年的土司统治也宣告结束，遵义市于清代雍正五年（1727年）由贵州省管辖。
| ID       | 名称         | 地址                           | 坐标                                            | 面积                                     |
| -------- | ------------ | ------------------------------ | ----------------------------------------------- | ---------------------------------------- |
| 1474-001 | 老司城遗址   | 湖南省永顺县灵溪镇司城村       | 28°59′55″N 109°58′01″E / 28.99861°N 109.96694°E | 核心区：534.24 公顷 缓冲区: 1023.93 公顷 |
| 1474-002 | 唐崖土司城址 | 湖北省咸丰县尖山乡唐崖司村     | 29°41′26″N 109°00′19″E / 29.69056°N 109.00528°E | 核心区：86.62 公顷 缓冲区: 973.61 公顷   |
| 1474-003 | 海龙屯       | 贵州省遵义市汇川区高坪镇白沙村 | 27°48′42″N 106°49′01″E / 27.81167°N 106.81694°E | 核心区：160.42 公顷 缓冲区: 1127.79 公顷 |